# Agrilus planipennis
Agrilus planipennis là một loài bọ cánh cứng bản địa Đông Bắc Á  bao gồm Nga, Mông Cổ, miền bắc Trung Quốc, Nhật Bản và bán đảo Triều Tiên, chúng ăn thân cây tần bì. Con cái đẻ trứng trong các khe vỏ cây trên cây tần bì, và ấu trùng kiếm ăn bên dưới vỏ cây tần bì để trưởng thành sau một đến hai năm. Trong phạm vi bản địa của nó, nó thường được tìm thấy ở mật độ thấp và không gây thiệt hại đáng kể cho các cây bản địa trong khu vực. Bên ngoài phạm vi bản địa của loài này, chúng là một loài xâm lấn và có khả năng hủy diệt cao đối với cây tần bì bản địa châu Âu và Bắc Mỹ. Trước khi nó được tìm thấy ở Bắc Mỹ, người ta biết rất ít về loài sâu đục thân tần bì màu ngọc lục bảo trong phạm vi bản địa; điều này đã dẫn đến phần lớn các nghiên cứu về sinh học của nó được tập trung ở Bắc Mỹ. Các chính quyền địa phương ở Bắc Mỹ đang cố gắng kiểm soát nó bằng cách giám sát sự lây lan của nó, đa dạng hóa các loài cây, thuốc diệt côn trùng và kiểm soát sinh học (như sử dụng tò vò kí sinh trên ấu trùng loài này Tetrastichus planipennisi).

## Phạm vi phân bố

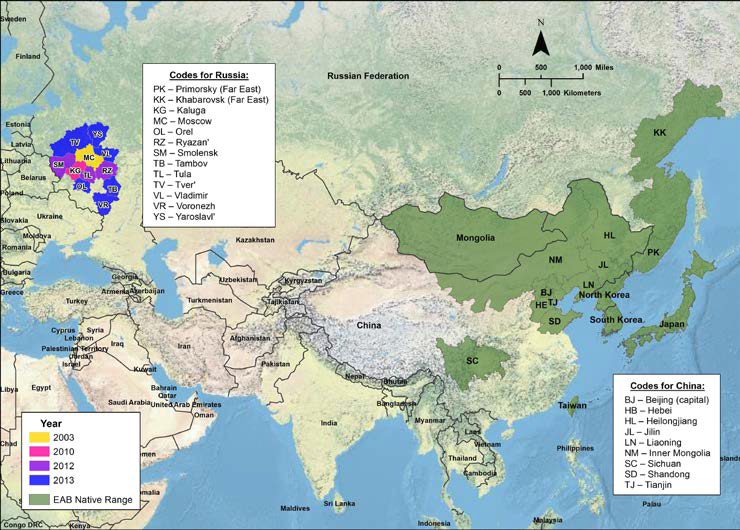
Phạm vi bản địa của sâu đục thân xanh ngọc lục bảo ở Đông Á và phạm vi xuất hiện ở Nga thuộc Châu Âu tính đến năm 2013

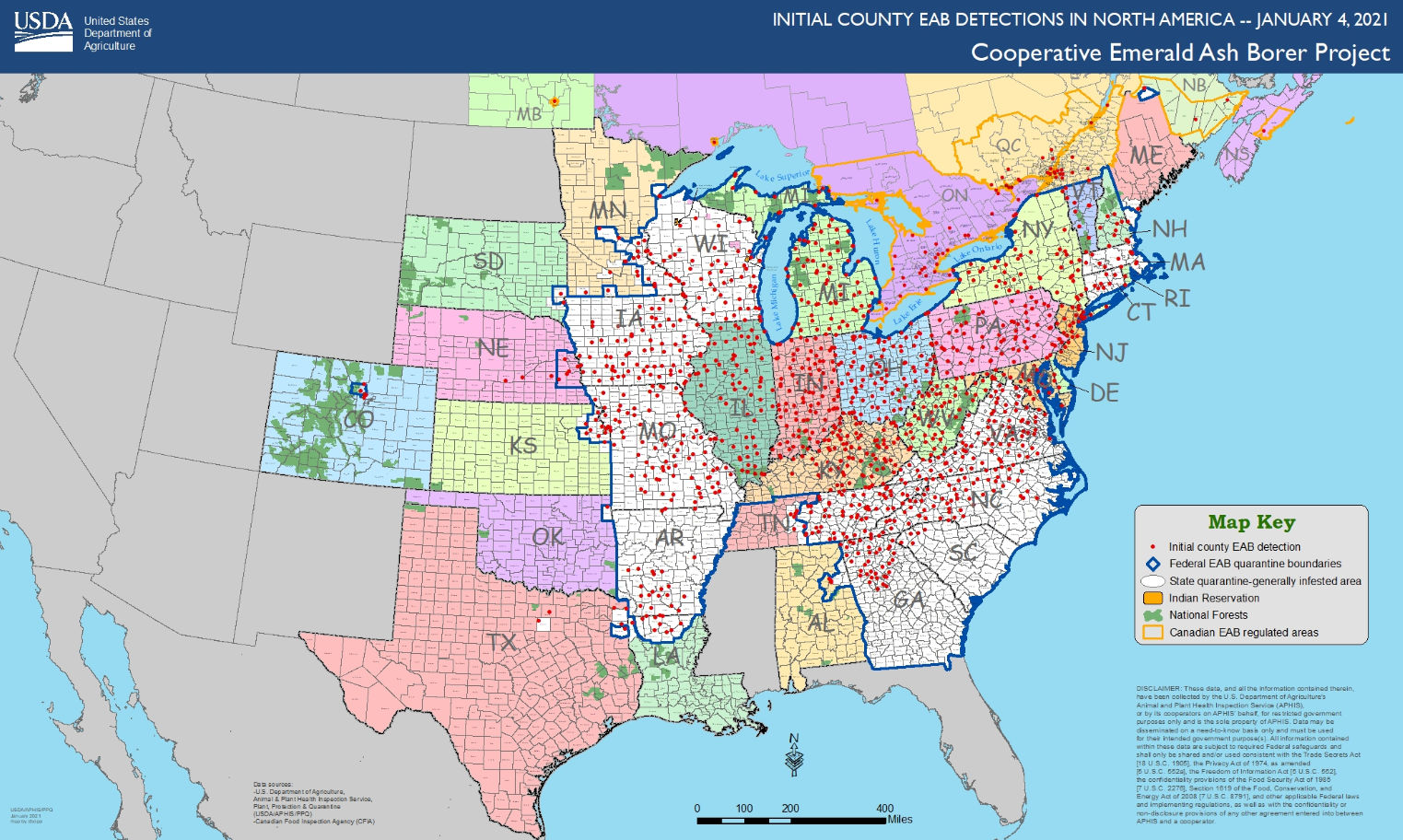
Phạm vi du nhập bọ cánh cứng ngọc lục bảo ở Bắc Mỹ tính đến năm 2021

Phạm vi bản địa của sâu đục thân tần bì ngọc lục bảo là ôn đới đông bắc Á, bao gồm Nga, Mông Cổ, miền bắc Trung Quốc, Nhật Bản và bán đảo Triều Tiên.
Bọ cánh cứng màu ngọc lục bảo này xâm lấn ở Bắc Mỹ, nơi chúng có quần thể sinh sống chủ yếu ở Michigan và các bang và tỉnh xung quanh. Các quần thể rải rác hơn bên ngoài khu vực lõi và các rìa của phạm vi phân bố đã biết của nó từ bắc đến Ontario, nam đến bắc Louisiana, tây tới Colorado và đông tới New Brunswick. Ở Đông Âu, một quần thể đã được tìm thấy ở Moskva vào năm 2003. Từ năm 2003 đến năm 2016, dân số này đã lan rộng về phía tây đến Liên minh Châu Âu với tốc độ lên tới 40 km mỗi năm và dự kiến sẽ đến Trung Âu trong khoảng thời gian từ 2031 đến 2036. Mặc dù không được ghi nhận từ Liên minh châu Âu vào năm 2019, nhưng nó đã lan sang miền đông Ukraine từ nước láng giềng Nga.